# Trophée des Championnes 2022
Il Trophée des Championnes 2022 è stata la seconda edizione della Supercoppa di Francia per squadre di calcio femminile. Si è svolta il 28 agosto 2022 allo Stadio Marcel Tribut di Dunkerque e ha visto sfidarsi l'Olympique Lione, vincitore della Division 1 Féminine 2021-2022, e il Paris Saint-Germain, vincitore della Coppa di Francia 2021-2022.
Il trofeo è stato vinto di misura dall'Olympique Lione, che dopo la rete siglata al 13' dall'olandese Daniëlle van de Donk è riuscito a contenere i tentativi di rimonta delle parigine.

## Partecipanti
| Squadre             | Qualificazione                                |
| ------------------- | --------------------------------------------- |
| Olympique Lione     | Vincitore della Division 1 Féminine 2021-2022 |
| Paris Saint-Germain | Vincitore della Coppa di Francia 2021-2022    |

## Tabellino
| Arbitro: | Émeline Rochebilière (Nuova Aquitania) |

|                 |           |  |
| Van de Donk 13’ | Marcatori |  |

| Olympique Lione | Paris Saint-Germain |

| P               | 1  | Christiane Endler       |  |         |
| D               | 23 | Janice Cayman           |  |         |
| D               | 18 | Alice Sombath           |  |         |
| D               | 29 | Griedge Mbock Bathy (c) |  |         |
| D               | 5  | Perle Morroni           |  | 29’ 65’ |
| C               | 17 | Daniëlle van de Donk    |  | 85’     |
| C               | 8  | Sara Däbritz            |  | 65’     |
| C               | 26 | Lindsey Horan           |  |         |
| A               | 20 | Delphine Cascarino      |  |         |
| A               | 14 | Ada Hegerberg           |  |         |
| A               | 28 | Melvine Malard          |  | 79’     |
| A disposizione: |    |                         |  |         |
| P               | 40 | Emma Holmgren           |  |         |
| C               | 2  | Inès Jaurena            |  |         |
| D               | 4  | Selma Bacha             |  | 65’     |
| C               | 11 | Damaris Egurrola        |  | 65’     |
| C               | 25 | Inès Benyahia           |  | 85’     |
| A               | 9  | Eugénie Le Sommer       |  | 79’     |
| A               | 24 | Signe Bruun             |  |         |
| Allenatore:     |    |                         |  |         |
| Sonia Bompastor |    |                         |  |         |

| P               | 1  | Lydia Williams                |  |     |
| D               | 12 | Ashley Lawrence               |  |     |
| D               | 13 | Amanda Ilestedt               |  |     |
| D               | 4  | Paulina Dudek (c)             |  |     |
| D               | 7  | Sakina Karchaoui              |  |     |
| D               | 5  | Élisa De Almeida              |  | 64’ |
| C               | 8  | Grace Geyoro                  |  |     |
| C               | 6  | Oriane Jean-François          |  | 84’ |
| A               | 10 | Ramona Bachmann               |  | 75’ |
| A               | 21 | Sandy Baltimore               |  |     |
| A               | 11 | Kadidiatou Diani              |  |     |
| A disposizione: |    |                               |  |     |
| P               | 16 | Constance Picaud              |  |     |
| D               | 23 | Marina Georgieva              |  |     |
| D               | 19 | Estelle Cascarino             |  | 84’ |
| D               | 2  | Bénédicte Simon               |  | 75’ |
| A               | 17 | Berglind Björg Þorvaldsdóttir |  | 64’ |
| C               | 33 | Baby Jordy Benera             |  |     |
| A               | 34 | Soufiya Ngueleu               |  |     |
| Allenatore:     |    |                               |  |     |
| Gérard Prêcheur |    |                               |  |     |